# 200 West Street
La Torre Goldman Sachs, también conocida como 200 West Street, es la sede mundial de Goldman Sachs situada en el Bajo Manhattan. El edificio tiene 226 metros de altura y 43 plantas, y abrió en octubre de 2009 en el barrio Battery Park City de Manhattan. Está localizado en la calle West, entre las calles Vesey y Murray. Está al lado del World Financial Center y los Hoteles Conrad, al otro lado del Edificio Verizon, y opuesto diagonalmente al lugar del World Trade Center y al One World Trade Center.
El rascacielos fue diseñado por Pei Cobb Freed & Partners, y recibió la certificación Leed Gold.

## Características
El edificio incluye un sistema de aire acondicionado en falso suelo respetuoso con el medio natural. El aire acondicionado para los ocupantes es suministrado por muchas torres de aire ambiental situadas en el espacio de los ocupantes que lanzan aire a 17 °C hacia una cámara del suelo. Este sistema de aire bajo el suelo provee a los usuarios la capacidad de controlar la temperatura de su espacio así como mejorar la ventilación y su efectividad. Cuando se produce la rotación del edificio, el traslado de la estación de trabajo puede realizarse más fácilmente y con menor coste y menos derroche de productos.

## Construcción
La construcción de los cimientos del edificio comenzó en 2005 y se encontró con varios problemas antes de su conclusión a finales de 2009. El 14 de diciembre de 2007, se rompió la cuerda de nailon de una grúa, dejando caer una carga de 7 toneladas. Aplastó dos camiones en el suelo y un arquitecto en el interior.  El arquitecto, Robert Woo, podría no volver a caminar. Las obras fueron detenidas durante varios días por violaciones de seguridad.
El proyecto fue detenido por las autoridades de Nueva York después de que ocurriera un accidente de construcción el 17 de mayo de 2008. Una pieza de metal de 76 x 76 cm cayó dieciocho plantas hasta un campo de baloncesto vecino donde jugaban unos niños, aunque ninguno fue herido. La Ciudad emitió una orden de paralización del trabajo y citó al contratista general, Tishman Construction, por cinco infracciones. El trabajo continuó en los meses posteriores.
Los primeros empleados llegaron en octubre de 2009. El edificio ocupa 200.000 m² e incluye seis grandes plantas comerciales. La sede de Goldman Sachs estaba anteriormente en el 85 de la calle Broad, y la planta comercial principal estaba en One New York Plaza

## Financiación
Lo construido en la zona resultó afectado por los atentados del 11 de septiembre de 2001, el proyecto recibió 1000 millones de dólares en Liberty Bonds. El artista Julie Mehretu, creó un mural de 80 pies (24 m) de largo por 23 pies (7 m) de altura para el vestíbulo de entrada, por $ 5 millones.

## Galería

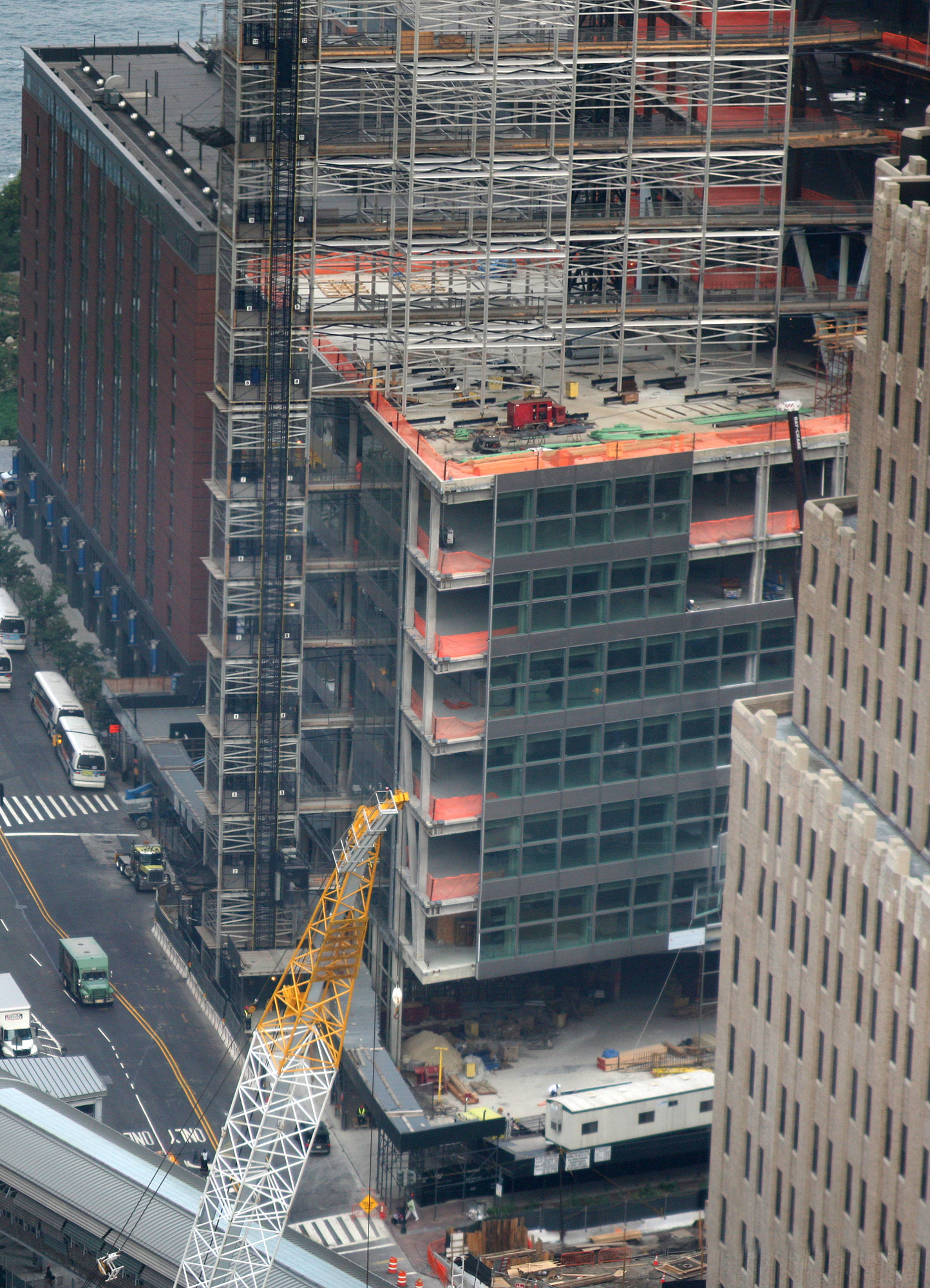
La construcción en 2007.
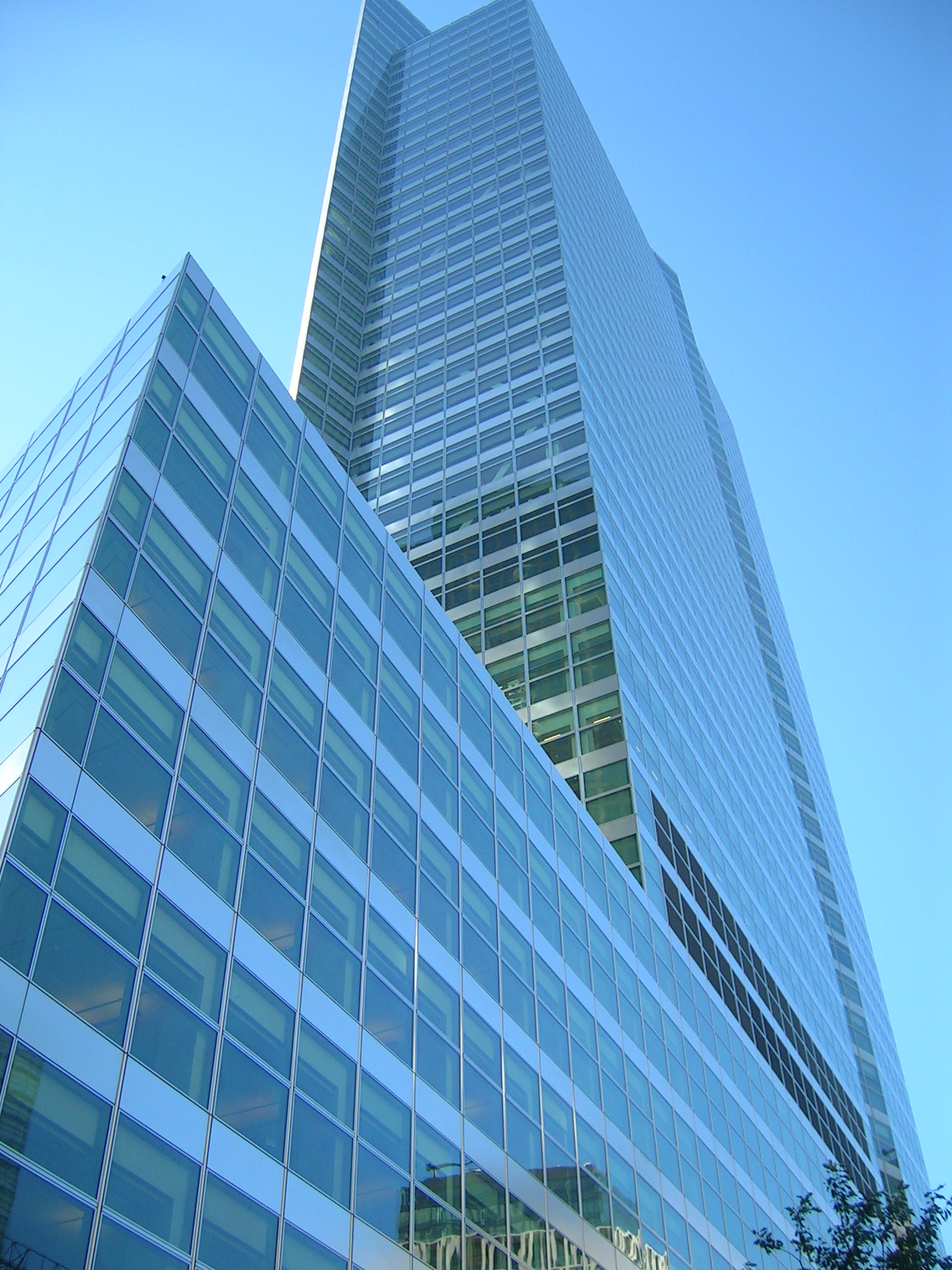
Vista desde la calle West